# Кубань (річка)
Куба́нь (дав.-гр. Ύπανις, трансліт. Гіпаніс, адиг. Псыжъ, лат. Hypanis, Vardanes) — річка в Росії, на Північному Кавказі (Карачаєво-Черкесія, Адигея, Ставропольський і Краснодарський краї). Земля басейну річки входить в історичний край Кубань, пов'язаний з запорозьким козацтвом.

## Назва
Кубань (Кобан, Кубан, Губань тощо) — одна з близько трьохсот назв цієї річки. Існують припущення, що назва походить від карачаїво-балкарського швидкий, бурливий, непосидючий, переповнений, з давньотюркського перекладається «річка» або «потік», від половецького Куман. За деякими даними назва річки Кубань походить від давньогрецького Гопаніс (Гипаніс): «кінська річка», у сенсі «буйна, потужна річка». Адигейською назва Псиж означає «давня річка», або «мати-річка». З карачаївської мови Къобан перекладається «багато води» або «велика річка».

## Гідрографія
Утворюється злиттям річок Уллукам та Учкулан, що витікають зі схилів Ельбрусу, з краю льодовика Уллукам. Якщо довжину річки Кубань вважати з її притокою Уллукамом, то вона збільшується до 906 км, а її падіння до 2970 м (від льодовикового язика Уллукам)
За висотним градієнтом сточище річки Кубань можна розділити на 4 головні частини:
- високогірну, понад 1000 м над рівнем моря
- гірську, від 500 до 1000 м
- передгірну, від 200 до 500 м
- рівнинну, до 200 м

Кубань за 111 км від Азовського моря відокремлює правобережний рукав Протоку (так званий Раздерський вузол), за яким майже половину своїх вод скидає в Азовське море неподалік робочого селища Ачуїво.
Впадає у Темрюцьку затоку Азовського моря (до початку XIX сторіччя впадала в Чорне море). Довжина річки — 870 км.
Водні ресурси, представлені повноводними лівобережними притоками середньої течії річки Кубань такими, як Афіпс, Псекупс, Біла, Лаба, Пшиш та їх притоками і правобережними притоками такими, як Мара, Джегута та Горька утворюють річкову мережу довжиною 9482 км, усього в Кубань впадає понад 14000 великих і малих приток. За даними 100-річної низки спостережень середній річний стік річки Кубань, формується за рахунок дощового і снігового живлення (65 %), танення високогірних снігів і льодовиків (20 %) і ґрунтових вод (15 %), становить близько 13,5 км³. Сезонні коливання рівня в річці різні для різних ділянок Кубані, на приклад, у Армавіру вони досягали 2,8 м, у Краснодара 5 м, у Переволоцького вузла 1,9 м. Льодовий покрив Кубані хисткий. За рік Кубань виносить в Азовське море близько 4 млн т розчинених солей.

### Історія
Десятки тисяч років тому на місці сучасної дельти Кубані була величезна затока моря, яка простиралася від Таманського півострова до нинішнього Приморсько-Ахтарська і углиб аж до Краснодара. Поступово, в результаті діяльності річки й моря утворився пересип, який відокремив море від затоки і перетворив його в лагуну, яка згодом заповнилася річковими наносами і перетворилася в низинну дельту Кубані з численними мілководними лиманами, з'єднуючими їх протоками і великими болотистими плавнями. Грязьові вулкани Таманського півострова теж зіграли деяку роль у формуванні південної частини давньої дельти Кубані.
У XIX столітті половина стоку річки Кубань спрямовувалась гирлом Старої Кубані в причорноморський Кизилтаський лиман, а звідти в Чорне море. Потім було зроблено обвалування, і стік через Стару Кубань припинився. Відносно нещодавно прорито опріснювальний канал по річищу старого Чорноморського русла, за яким води Кубані знову надходять у Кизилтаський лиман для потреб створеного там кефалевого господарства. У 1973—1975 було заповнено Кубанське водосховище, яке поглинуло Тщицьке.

## Топонімія

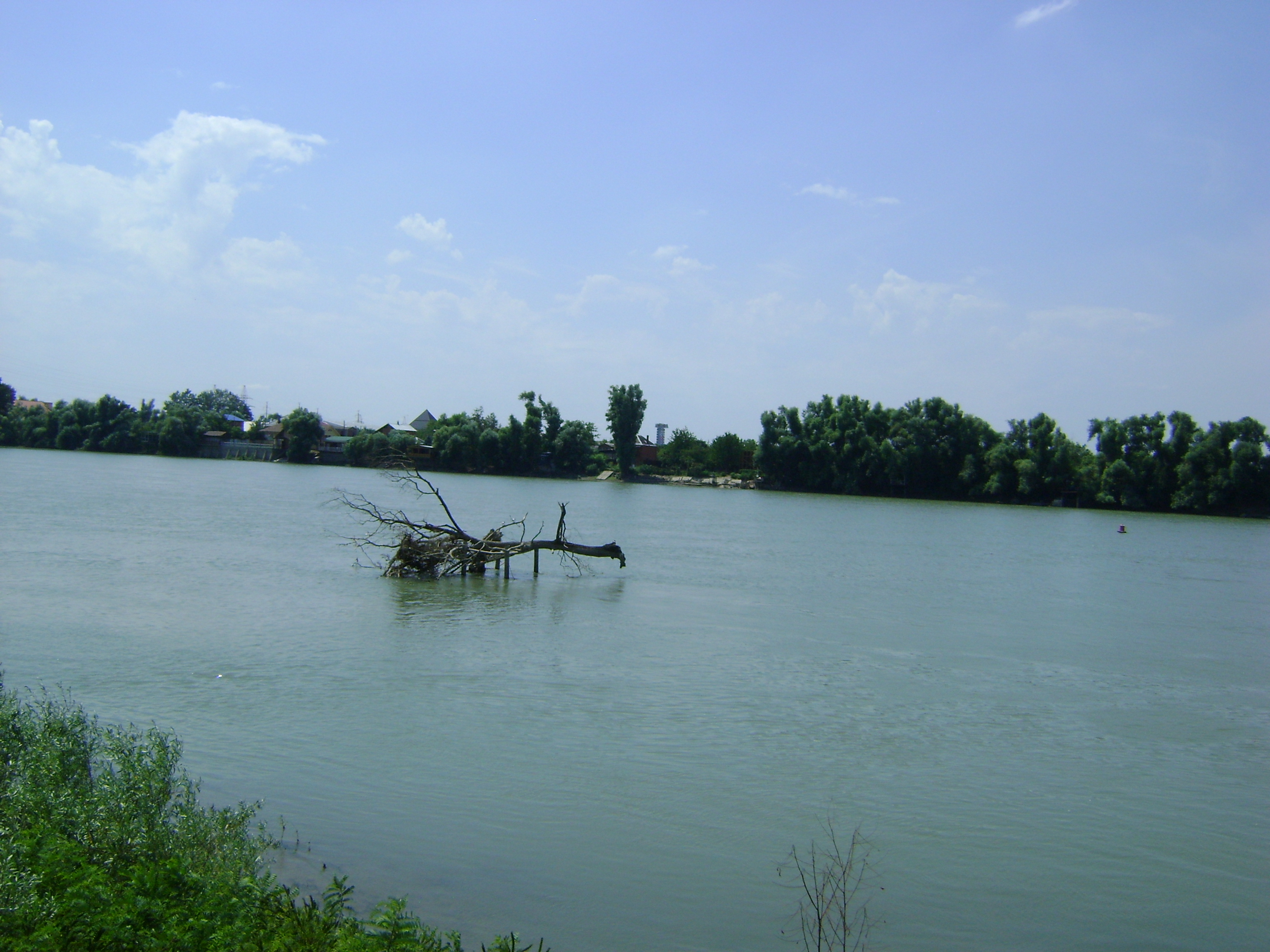
Кубань в межах Краснодара.

Одна з найдавніших назв річки — Антикінес (варіанти і спотворення: Антикатес, Антиката, Антикітос, Антикельт, Антикейт, Антикейта, Антисетас, Антисітес, Антицетас, Антиціта, Антицея, Аттика, Аттикітес, Ахтаціта і т. д.), з давньогрецького антикейт — «осетер», «осетрова річка», «осетер-річка». Таке визначення гідроніма не суперечить географічної реалії, оскільки не тільки за часів Боспорського царства, але і в середні століття ікра та балики осетрів, виловлених в низов'ях Кубані, були відомі далеко за межами Азово-Чорноморського басейну і вивозилися в Грецію, Італію та інші західноєвропейські країни . Хоча не виключено, що Кубань називалася Антикінес за назвою південнослов'янського племені антів, що жило на її берегах. Це характерне і для інших варіантів назв р. Кубані: Гіппомолгі — р. Гіпп; Валі — р. Вал; Апсарі — р. Апсар; Апсилія — р. Псі; Ахейці — р. Ахеунта; Калкан — р. Калкан; Купі-булгарі — р. Купі; Хазарі — Мала річка Хазареті і т. д. Пізніше назва р. Кубані — Гіпаніс. Вперше це ім'я зустрічається в 63 році до н. е. Під час війни, яку Боспор вів з аборигенами Кубані, цар Фарнак відвів течію Гипаніса в бік, і його води, розлившись по ницих рівнинах, затопили у дандарії все оброблені ними поля… Етимологія цього гідроніма сходить до старогрецького Гіпп (іппос) — «кінь», тому більшість коментаторів переводять цю назву, як «кінська річка», тим більше, що в нартському епосі простежується обожнювання цієї тварини. Аналогічні топоніми збереглися в ряді районів Причорномор'я майже до наших днів. У свою чергу, Л. Г. Гулієва допускає переклад цього гідроніма, як «велика», «сильна», «буйна» (як кінь), проводячи паралель з Карачаєво-балкарським К'обхан — «оскаженіла», «та, що мчить». В античні часи в низов'ях Кубані існувало місто Гіпаніс, що характерне і для інших варіантів назв р. Кубані: поселення Куманія — р. Куман; місто Кут — р. Кут; місто Стара Ахея — р. Ахеунта; місто Копа — р. Копа; місто Кубань — р. Кубань.

## Економіка
Річка судноплавна від гирла до міста Тлюстенхабль. Судноплавство по Краснодарському водосховищу припинено через обміління.
На річці Кубань розташовані міста Карачаєвськ, Усть-Джегута, Черкеськ, Невинномиськ, Армавір, Новокубанськ, Кропоткін, Усть-Лабінськ, Краснодар, Слов'янськ-на-Кубані і Темрюк.
На річці розташовано Краснодарське водосховище.
Крім того річка використовується для накопичення і вироблення електроенергії на Кубанському каскаді (Зеленчуцькі, Куршавські, Барсучковські і Сенгілеєвські ГЕС) сумарною потужністю понад 620 Мвт з перспективами збільшення на 220 Мвт.
Існують плани будівництва Адигейської ГЕС в 2008—2009 роках.